# Politolana microphthalma
Politolana microphthalma är en kräftdjursart som först beskrevs av Hoek 1882.  Politolana microphthalma ingår i släktet Politolana och familjen Cirolanidae. Inga underarter finns listade i Catalogue of Life.